# Flavarchaea lulu
Espèce
Synonymes
- Pararchaea lulu Rix, 2005

Flavarchaea lulu est une espèce d'araignées aranéomorphes de la famille des Malkaridae.

## Distribution
Cette espèce est endémique de Tasmanie en Australie.

## Description
Le mâle holotype mesure 1,79 mm et la femelle paratype 1,96 mm.

## Étymologie
Cette espèce est nommée en l'honneur de Lisa Boutin, surnommée Lulu, du Queen Victoria Museum and Art Gallery.

## Publication originale
- Rix, 2005 : A review of the Tasmanian species of Pararchaeidae and Holarchaeidae (Arachnida, Araneae). Journal of Arachnology, vol. 33, no 1, p. 135-152 (texte intégral).